# Prileschajew-reactie
De Prileschajew-reactie is een organische reactie tussen een alkeen en een peroxycarbonzuur, die leidt tot vorming van een epoxide:
Als epoxiderend reagens wordt meestal 3-chloorperoxybenzoëzuur genomen, omdat dit een stabiele en kristallijne verbinding is. Andere peroxycarbonzuren zijn onstabieler en ontleden gemakkelijk. Aangezien het geïntroduceerde zuurstofatoom uit het peroxycarbonzuur elektrondeficiënt is, dient het alkeen elektronenrijk te zijn (bijvoorbeeld met elektronenstuwende groepen op). Hoe meer dergelijke substituenten op het alkeen, des te sneller de reactie doorgaat.

## Reactiemechanisme
De reactie is een elektrofiele syn-additie: de additie vindt plaats aan dezelfde zijde van het alkeen, zonder dat rotatie rondom de centrale binding kan optreden. De beide C-O-bindingen worden dus tegelijkertijd gevormd:
De reactie is echter niet enantioselectief. De Sharpless-epoxidatie is dat wel.